# Taperá-de-garganta-branca
O taperá-de-garganta-branca  ou andorinhão-d'uropígio-pálido (Chaetura egregia) é uma espécie de ave da família Apodidae.
Pode ser encontrada nos seguintes países: Bolívia, Brasil, Equador e Peru.
Os seus habitats naturais são: florestas subtropicais ou tropicais húmidas de baixa altitude.